# Albinas Ežerskis
Albinas Ežerskis (* 25. Mai 1956 in Treigiai, Rajon Rietavas; † 22. Dezember 2020 in Požerė, Rajongemeinde Šilalė) war ein litauischer Politiker, Vizeminister, ehemaliger Bürgermeister von Šilalė.

## Leben
1988 absolvierte er das Diplomstudium der Agronomie an der Lietuvos žemės ūkio akademija.
1977 arbeitete er in  Padievytis, von 1980 bis 1984 als leitender Agronom, von 1988 bis 2002 Direktor des „Medvėgalio“-Sowchoses, von 2002 bis 2003 und von 2007 bis 2011 Bürgermeister der Rajongemeinde Šilalė, von 2005 bis 2007 Leiter der ŽŪB „Medvėgalis“. Seit dem 2. Oktober 2014 war er stellvertretender Landwirtschaftsminister Litauens, Stellvertreter von Virginija Baltraitienė im Kabinett Butkevičius.
Ab 1990 war er Mitglied der Lietuvos demokratinė darbo partija, ab 2001 der Lietuvos socialdemokratų partija.
Albinas Ežerskis war verheiratet und hat zwei Töchter.